# Ateles fusciceps fusciceps
El mono araña de cabeza marrón (Ateles fusciceps fusciceps) es una subespecie de mono araña bracilargo, un tipo de mono del Nuevo Mundo, se encuentra en Ecuador.

## Distribución
Su localidad se encuentra a 1500 m en la Hacienda Chinipamba, Provincia de Imbabura al noroeste de Ecuador.

## Taxonomía
Algunas autoridades, tales como Froelich (1991), Collins y Dubach (2001) y Nieves (2005), no reconocen al mono araña bracilargo como una especie distinta y por lo tanto tratan al mono araña de cabeza marrón como una subespecie del mono araña de Geoffroy.

## Hábitat
El mono araña de cabeza marrón vive en bosques húmedos tropicales y subtropicales que se encuentran entre 100 y 1.700 metros (330 pies y 5600) sobre el nivel del mar. Vive en las densas poblaciones de 1,2 monos por kilómetro cuadrado.

## Descripción
Tiene un cuerpo de color negro o marrón y una cabeza de color marrón, mientras que el mono araña de Colombia (A. f. rufiventris) es completamente negro con algo de blanco en su barbilla.